# Иван Радналията
Иван Радналията (на гръцки: Ιωάννης Ραδιναλής, Йоанис Радиналис) е гъркомански революционер, деец на ВМОРО, по-късно преминал на страната на гръцката въоръжена пропаганда в Македония.

## Биография
Радналията е роден в тиквешкото село Радня, тогава в Османската империя, от което и носи прякора си Радналята. Включва се в четите на ВМОРО.
По-късно Радналията преминава на гръцка страна. Под инструкциите на гръцкия консул в Солун Ламброс Коромилас през лятото на 1904 година застава начело на гръцка чета, действаща в района между Радня и Люмница и из целия Тиквеш. На 23 септември се сражава с българска чета при Раец, а на 30 септември при Копришница. В началото на октомври в района се придвижва четата на Лука Иванов и действията на Радналията са ограничени.
През 1905 година действа в Гевгелийско заедно с четата на Георгиос Какулидис (капитан Михалис Драгас).
В 1906 и 1907 година продължава да действа в Тиквешията, а през пролетта на 1907 година установява контакт с Панделис Папайоану, за да подсили гръцките действия в Струмишко. Обикаля Струмишките села Колешино, Зъбово и Мокриево, за да привлича четници. На 26 август са предадени от тъста българин на един от четниците и са обкръжени от османска част, но четата начело с Радналията, Георгиос Болиотис от Богданци и Теодорос Сендерис се спасява в Беласица. В сражението в планината загиват Танас от Владиевци, Стоил от Вардаровци и капитан Папайоану. Действията на Радналията продължават до Младотурската революция в 1908 година.